# Tema 13: bătrânețe
Tema 13: bătrânețe este un film românesc din 1983 regizat de Cornel Diaconu. Rolurile principale au fost interpretate de actorii Octavian Cotescu, Valeriu Câmpan.

## Distribuție
Distribuția filmului este alcătuită din:
- Valeriu Câmpan — Studentul
- Nicolae Samoilă — Bătrânul
- Octavian Cotescu — Locatarul
- Nina Filimon — Locatara